# Evangeline Mary Daniell

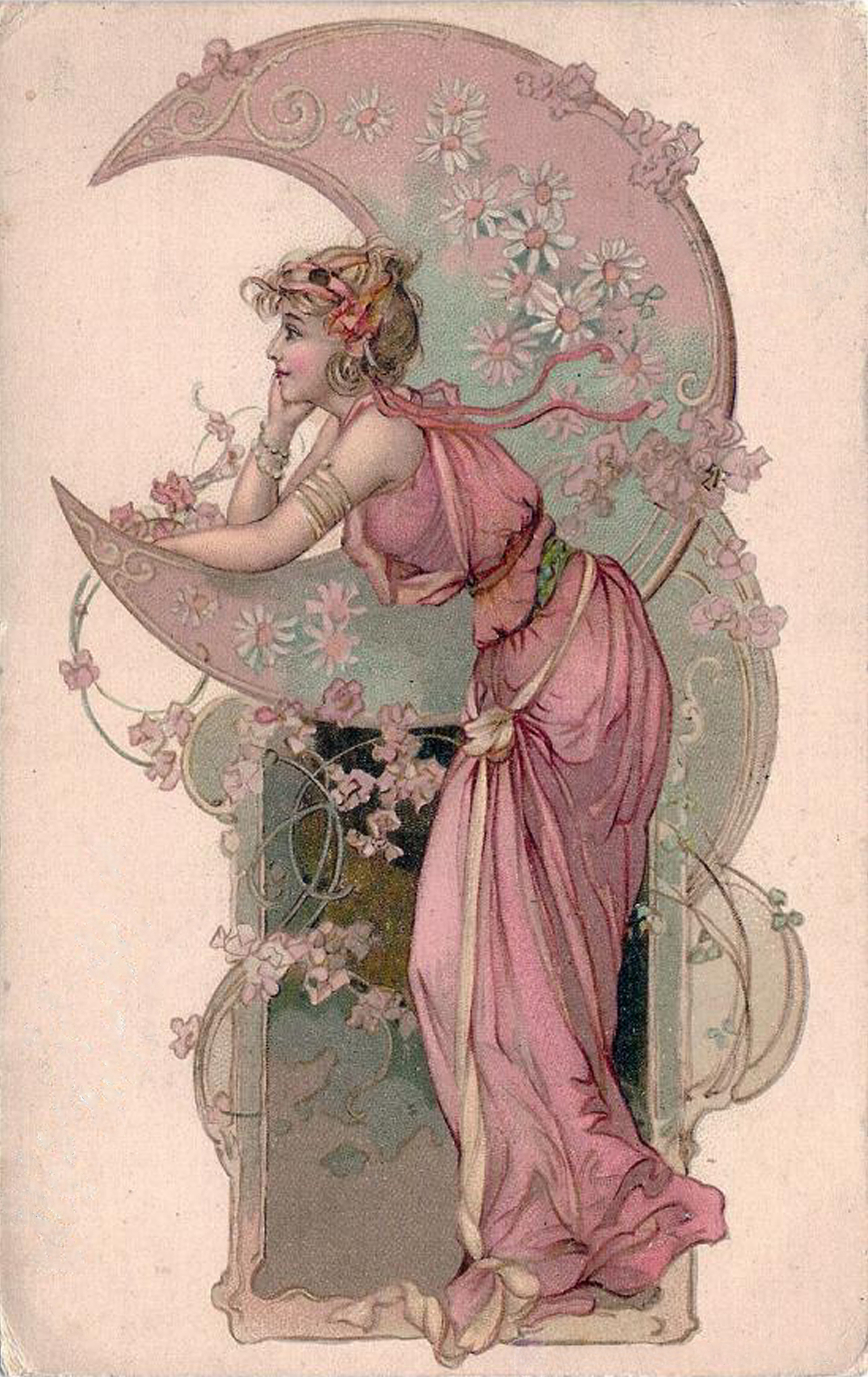
Œuvre d'Evangeline Mary Daniell.

Evangeline Mary Daniell, également connue sous le nom d'Eva Daniell (née en 1880 ; morte vers 1902 ) est une artiste britannique, adepte de l'Art nouveau.

## Biographie et œuvre
Eva Daniell est considérée comme l'une des artistes britanniques les plus marquantes du mouvement Art nouveau. Ses œuvres rappellent le style d'Alfons Mucha, avec des lignes amples et des formes organiques.
Beaucoup de ses œuvres sont publiées sous forme de cartes postales d'art par l'éditeur londonien Raphael Tuck & Sons, dont les archives sont détruites pendant la Seconde Guerre mondiale. Eva Daniell conçoit également des couvertures de livres, par exemple deux éditions de The Seven Seas de Rudyard Kipling de 1896 . 
Daniell est morte de tuberculose à l'âge de 22 ans.